# USS Grayback (SS-208)
El USS Grayback (SS-208) fue un submarino de ataque diésel-eléctrico de la clase Gar. Sirvió con la US Navy en la Segunda Guerra Mundial desde 1941 hasta su hundimiento en 1944.

## Construcción
Construido por Electric Boat Company (Groton, Connecticut), fue colocada la quilla en 1940. Fue botado el casco y posteriormente asignado en 1941.

## Historia de servicio
El Grayback luchó en la Segunda Guerra Mundial y cumplió diez patrullas. Fue hundido el 27 de febrero de 1944 por la aviación japonesa en el mar de la China Oriental. Desde entonces su ubicación fue desconocida por EE. UU. Finalmente en 2019 un equipo de búsqueda encontró sus restos en aguas de Okinawa (Japón).